# Pyrostria louvelii
Pyrostria louvelii är en måreväxtart som beskrevs av Razafim., Lantz och Birgitta Bremer. Pyrostria louvelii ingår i släktet Pyrostria och familjen måreväxter.
Artens utbredningsområde är Madagaskar. Inga underarter finns listade i Catalogue of Life.